# Kafeneja jonë
Kafeneja jonë ist eine Sitcom, die montags um 20:10 Uhr auf dem öffentlich-rechtlichen Fernsehsender RTK ausgestrahlt wurde. Sie wurde von Radio Televizioni i Kosovës und CMB-Production in Priština produziert. Die Sitcom wurde am 9. Dezember 2013 nach 336 Episoden beendet.

## Inhalt
In der Sendung werden immer aktuelle Themen aus dem Kosovo in provokanter, aber doch lustiger Weise nachgespielt. Die Serie spielt in einem Café in Priština.

## Besetzung
| Schauspieler     | Rollenname | Bemerkungen |
| ---------------- | ---------- | --- |
| Adem Mikullovci  | Avnia      | Vater von Orhan wird von allen „Axha Avni“ (deutsch: Onkel Avni) oder Avdi genannt |
| Donat Qosja      | Naimi      | wird auch „Shaci“ und „Tamli“ genannt, ist der Stiefsohn von Avni, Stiefbruder von Orhan, Ex-Freund von Nita und Getränkelieferant des Cafés.                                                       |
| Teuta Krasniqi   | Saranda    | ist verheiratet mit Bekim, wird auch Sarrojka, Saki Safusha, Sazemra genannt und spricht sehr schnell.                                                                                              |
| Fatmir Spahiu    | Orhani     | Sohn von Avni und Stiefbruder von Naim, Manager des Kaffees, wird auch Oki, Tullumi und Xhelozi genannt.                                                                                            |
| Leonora Mehmeti  | Nita       | Ex-Freundin von Labinot, Ex-Freundin von Naim und wird auch Bombonjerka und Shota genannt. Arbeitet als Serviertochter im Café und wird als endlos studierende, die nie Examen ablegt, dargestellt. |
| Astrit Kabashi   | Bekimi     | wird auch Bikim und Qorri genannt, ist verheiratet mit Saranda. |
| Irena Cahani     | Ganja      | wird auch Tezja Gane genannt, ist Köchin des Cafés. |
| Fatos Kryeziu    | Labinot    | wird auch Kryemadhi, Koka, Kokaqe, Labinot Paqarada und Artisti genannt. |
| Gramoz Gashi     | Ministri   | wird auch plako genannt, ist Minister und korruptionsverdächtig. |
| Naser Rafuna     | Muharremi  | wird auch Meli, Melihati und Melja genannt, benimmt sich wie eine Frau und denkt, dass das Cafe ihm gehört.                                                                                         |
| Shkumbin Istrefi | Feka       | wird auch Fekalja Fikrri genannt, hat ein gefälschtes Jura-Studiendiplom. |